# Tobias Müller (Telemarker)
Tobias Müller (* 2. Oktober 1992 in Oberstdorf) ist ein deutscher Freestyle-Skier und ehemaliger Telemarker. Er ist auf die Disziplin Skicross spezialisiert. Als Telemarker feierte er 46 Weltcupsiege, gewann dreimal den Gesamtweltcup und wurde siebenmal Weltmeister. Als Skicrosser gewann er 2025 die WM-Silbermedaille.

## Werdegang

### Telemark
Müller war vor dem Telemarken als Alpinrennfahrer im Allgäuer Schülerkader (ASV) und als Langläufer beim ASV und im bayrischer Skiverband BSV unterwegs. Wegen einer Nasennebenhöhlenentzündung musste er mit dem Langlaufsport aufhören. Im Jahr 2010 kam er durch seinen Freund und jetzigen Nationalmannschaftskollegen Benedikt Holzmann zum Telemarksport. Im Januar 2011 bestritt der in Bad Hindelang / Oberjoch sein erstes Weltcuprennen. Beim Weltcup in Méribel und in Rjukan kam er im Classic Sprint und im Classic auf den zweiten Platz. Im Gesamtweltcup belegte er den achten Platz, im Classic den vierten Platz, im Riesenslalom den 13. Platz und im Classic-Sprint den neunten Platz. Bei den Juniorenweltmeisterschaften 2011 in Hafjell gewann er im Riesenslalom die Bronzemedaille, im Classic Sprint die Silbermedaille, im Sprint und gesamt (Riesenslalom, Classic Sprint, Classic) die Goldmedaille. Bei den Weltmeisterschaften 2011 im Rjukan gewann er die Silbermedaille im Classic, im Classic Sprint und im Riesenslalom wurde er 15. Müller wurde bei den Internationalen deutschen Telemarkmeisterschaften 2011 im Classic Sprint-Rennen deutscher Meister. In der Saison 2012 gewann er den Weltcup in Bohinj im Classic Sprint, in Kvittfjell im Classic und in Steamboat Springs im Classic und den Classic Sprint. Im Gesamtweltcup belegte er den zweiten Platz, im Classic den ersten Platz, im Classic-Sprint den dritten Platz und im Parallelsprint den zweiten Platz. Bei seinen zweiten Juniorenweltmeisterschaften 2012 in Espot gewann Müller zweimal die Goldmedaille. Bei seiner zweiten Teilnahme an den Internationalen deutschen Telemarkmeisterschaften 2012 wurde er wieder im Classic Sprint-Rennen deutscher Meister.
In der Saison 2013 konnte er dreimal ein Rennen für sich entscheiden und war bei allen Weltcupstationen unter den ersten zehn. Beim Weltcup in Rauris wurde er disqualifiziert. Im Gesamtweltcup belegte er den dritten Platz, im Classic den zweiten Platz, im Classic-Sprint den dritten Platz und im Parallelsprint den fünften Platz. Wie ein Jahr zuvor gewann er bei den Juniorenweltmeisterschaften 2013 in Chamonix-Mont-Blanc zwei Goldmedaillen und bei den Weltmeisterschaften 2013 im Espot gewann dreimal die Goldmedaille. Zum dritten Mal hintereinander gewann er die deutschen Telemarkmeisterschaften 2013.
In der Saison 2013/14 war Müller vom ersten Weltcuprennen in Hintertux bis zum Finale in Rjukan immer unter den ersten drei zu finden, davon konnte er 14 Rennen gewinnen. Bis auf drei Weltcuprennen, die beendete er mit Platz sechs in Rauris, Platz vier in Steamboat Springs und Platz 17 in Rjukan. In der Gesamtwertung und in allen Disziplinwertungen belegte er den ersten Platz. Wieder gewann er bei den deutschen Telemarkmeisterschaften 2014 die Goldmedaille. Bis zu der Weltmeisterschaft konnte er in der Saison 2014/15 vier Weltcups gewinnen. Beim ersten Rennen in Hintertux beim Classic-Sprint-Rennen ist er nicht ins Ziel angekommen. Bei den Weltmeisterschaften 2015 in Steamboat Springs gewann er im Classic Sprint, im Parallelsprint, im Classic und im gesamt die Goldmedaille. Nach den Weltmeisterschaften kam er von neun Rennen sechsmal auf dem Podium. In der Weltcupgesamtwertung kam er auf den ersten Platz, im Classic auf den dritten Platz, im Classic-Sprint auf den ersten Platz und im Parallelsprint auf den zweiten Platz.

### Freestyle-Skiing
Nach der Saison 2016/17 wechselte Müller vom Telemark zum Freestyle-Skiing und bestreitet seither Rennen im Skicross. Sein Weltcup-Debüt gab er noch am 7. Dezember desselben Jahres. Sein erster Halbfinaleinzug gelang ihm im Januar 2020 in Nakiska, wo er letztlich Rang sieben belegte. Zwei Jahre später schaffte er als Dritter am selben Ort seinen ersten Podestplatz. Bei seinen ersten Olympischen Spielen in Peking belegte er Rang 23. Im Dezember desselben Jahres erreichte er hinter Johannes Rohrweck erstmals Platz zwei in einem Weltcup-Rennen. Im Rahmen seiner ersten Freestyle-Weltmeisterschaften schaffte er es bis ins Finale, wo er sich mit Youri Duplessis Kergomard, Ryan Regez und Ryō Sugai maß. Auf Platz drei liegend drängte ihn Duplessis Kergomard von der Strecke, wodurch er ein Tor verpasste und ausschied. Weil der Franzose jedoch dem Führenden Regez von hinten auf die Ski gefahren war, wurde er disqualifiziert und Müller bekam die Silbermedaille zuerkannt.

## Erfolge Telemark

### Weltmeisterschaft
- Rjukan 2011: 15. Riesenslalom, 2. Classic, 2. Classic Sprint
- Espot 2013: 1. Classic, 1. Parallelsprint, 1. Classic Sprint
- Steamboat Springs 2015: 1. Classic Sprint, 1. Parallelsprint, 1. Classic, 1. Gesamt
- La Plagne 2017: 1. Classic Sprint, 3. Classic, 5. Parallelsprint

### Juniorenweltmeisterschaft
- Hafjell 2011: 3. Riesenslalom, 1. Classic, 2. Classic Sprint, 1. Gesamt
- Espot 2012: 1. Parallel-Sprint, 1. Classic, 1. Classic Sprint
- Chamonix-Mont-Blanc 2013: 1. Classic, 1. Classic Sprint

### Deutsche Meisterschaften
| Deutsche Meisterschaften | Deutsche Meisterschaften | Deutsche Meisterschaften | Deutsche Meisterschaften |
| ------------------------ | ------------------------ | ------------------------ | ------------------------ |
| Gold                     | 2011 Kleinwalsertal      | Gold im Classic Sprint   |                          |
| Gold                     | 2012 Kleinwalsertal      | Gold im Classic Sprint   |                          |
| Gold                     | 2013 Kleinwalsertal      | Gold im Classic Sprint   |                          |
| Gold                     | 2014 Kleinwalsertal      | Gold im Classic Sprint   |                          |

### Weltcup
- 81 Podestplätze, davon 46 Siege:

|    | Datum             | Ort                     | Land               | Disziplin      |
| -- | ----------------- | ----------------------- | ------------------ | -------------- |
| 01 | 23. Januar 2012   | Bohinj                  | Slowenien          | Classic Sprint |
| 02 | 29. Januar 2012   | Kvittfjell              | Norwegen           | Classic        |
| 03 | 14. Februar 2012  | Steamboat Springs       | Vereinigte Staaten | Classic        |
| 04 | 18. Februar 2012  | Steamboat Springs       | Vereinigte Staaten | Classic Sprint |
| 05 | 9. Februar 2013   | Chamonix-Mont-Blanc     | Frankreich         | Classic Sprint |
| 06 | 5. März 2013      | Geilo                   | Norwegen           | Classic Sprint |
| 07 | 6. März 2013      | Geilo                   | Norwegen           | Classic        |
| 08 | 30. November 2013 | Hintertux               | Österreich         | Classic Sprint |
| 09 | 1. Dezember 2013  | Hintertux               | Österreich         | Parallelsprint |
| 10 | 21. Dezember 2013 | Les Contamines-Montjoie | Frankreich         | Classic Sprint |
| 11 | 23. Dezember 2013 | Les Contamines-Montjoie | Frankreich         | Classic Sprint |
| 12 | 18. Januar 2014   | Rauris                  | Österreich         | Classic        |
| 13 | 11. Februar 2014  | Steamboat Springs       | Vereinigte Staaten | Classic        |
| 14 | 12. Februar 2014  | Steamboat Springs       | Vereinigte Staaten | Classic        |
| 15 | 14. Februar 2014  | Steamboat Springs       | Vereinigte Staaten | Parallelsprint |
| 16 | 18. März 2014     | Funäsdalen              | Schweden           | Classic Sprint |
| 17 | 22. März 2014     | Geilo                   | Norwegen           | Parallelsprint |
| 18 | 23. März 2014     | Geilo                   | Norwegen           | Classic Sprint |
| 19 | 24. März 2014     | Geilo                   | Norwegen           | Classic        |
| 20 | 27. März 2014     | Rjukan                  | Norwegen           | Classic        |
| 21 | 28. März 2014     | Rjukan                  | Norwegen           | Parallelsprint |
| 22 | 29. November 2014 | Hintertux               | Österreich         | Classic Sprint |
| 23 | 30. November 2014 | Hintertux               | Österreich         | Parallelsprint |
| 24 | 17. Januar 2015   | Bad Hindelang           | Deutschland        | Classic Sprint |
| 25 | 20. Januar 2015   | Golte                   | Slowenien          | Classic Sprint |
| 26 | 24. Januar 2015   | Rauris                  | Österreich         | Classic        |
| 27 | 8. März 2015      | Thyon                   | Schweiz            | Parallelsprint |
| 28 | 13. März 2015     | Mürren                  | Schweiz            | Classic        |
| 29 | 14. März 2015     | Mürren                  | Schweiz            | Sprint Classic |
| 30 | 20. März 2015     | Rjukan                  | Norwegen           | Sprint Classic |
| 31 | 6. Februar 2016   | Espot                   | Spanien            | Classic        |
| 32 | 27. Februar 2016  | Bad Hindelang           | Deutschland        | Sprint Classic |
| 33 | 2. März 2016      | Golte                   | Slowenien          | Classic Sprint |
| 34 | 10. März 2016     | Rjukan                  | Norwegen           | Classic Sprint |
| 35 | 11. März 2016     | Rjukan                  | Norwegen           | Classic Sprint |
| 36 | 12. März 2016     | Rjukan                  | Norwegen           | Parallelsprint |
| 37 | 16. März 2016     | Mürren                  | Schweiz            | Classic        |
| 38 | 17. März 2016     | Mürren                  | Schweiz            | Classic Sprint |
| 39 | 26. November 2016 | Hintertux               | Österreich         | Classic Sprint |
| 40 | 27. November 2016 | Hintertux               | Österreich         | Parallelsprint |
| 41 | 22. Januar 2017   | Méribel                 | Frankreich         | Parallelsprint |
| 42 | 4. Februar 2017   | Bad Hindelang           | Deutschland        | Parallelsprint |
| 43 | 26. Februar 2017  | Hurdal                  | Norwegen           | Classic Sprint |
| 44 | 1. März 2017      | Rjukan                  | Norwegen           | Classic        |
| 45 | 2. März 2017      | Rjukan                  | Norwegen           | Classic Sprint |
| 46 | 11. März 2017     | Thyon                   | Schweiz            | Classic Sprint |

### Weltcupwertungen
| Saison  | Gesamt | Riesenslalom | Classic | Classic Sprint | Parallelsprint |
| ------- | ------ | ------------ | ------- | -------------- | -------------- |
| 2011    | 8.     | 13.          | 4.      | 9.             | –              |
| 2012    | 2.     | –            | 1.      | 3.             | 2.             |
| 2013    | 3.     | –            | 2.      | 3.             | 5.             |
| 2013/14 | 1.     | –            | 1.      | 1.             | 1.             |
| 2014/15 | 1.     | –            | 3.      | 1.             | 2.             |
| 2015/16 | 2.     | –            | 1.      | 2.             | 2.             |
| 2016/17 | 1.     | –            | 1.      | 1.             | 1.             |

## Erfolge Freestyle

### Olympische Spiele
- Peking 2022: 23. Skicross

### Weltmeisterschaften
- Engadin 2025: 2. Skicross

### Weltcup
- 13 Platzierungen unter den besten zehn, davon 3 Podestplätze

### Weltcupwertungen
| Saison  | Gesamt | Gesamt | Skicross | Skicross |
| Saison  | Platz  | Punkte | Platz    | Punkte   |
| ------- | ------ | ------ | -------- | -------- |
| 2017/18 | 216.   | 3,2    | 41.      | 32       |
| 2018/19 | 199.   | 2,82   | 40.      | 31       |
| 2019/20 | 144.   | 8,27   | 32.      | 91       |
| 2020/21 | –      | –      | 34.      | 84       |
| 2021/22 | –      | –      | 18.      | 206      |
| 2022/23 | –      | –      | 8.       | 325      |
| 2023/24 | –      | –      | 24.      | 193      |

### Europacup
- Saison 2017/18: 5. Skicross-Wertung
- 5 Podestplätze, davon 2 Siege:

|    | Datum           | Ort       | Land       | Disziplin |
| -- | --------------- | --------- | ---------- | --------- |
| 01 | 24. März 2019   | Reiteralm | Österreich | Skicross  |
| 02 | 10. Januar 2021 | Reiteralm | Österreich | Skicross  |

### Weitere Erfolge
- Bronze bei den Deutschen Meisterschaften 2019
- 2 Siege in FIS-Rennen